# Ingeborg ten Hoopen
Ingeborg ten Hoopen (Apeldoorn, 1958) is een Nederlandse beeldend kunstenaar.

## Leven en werk

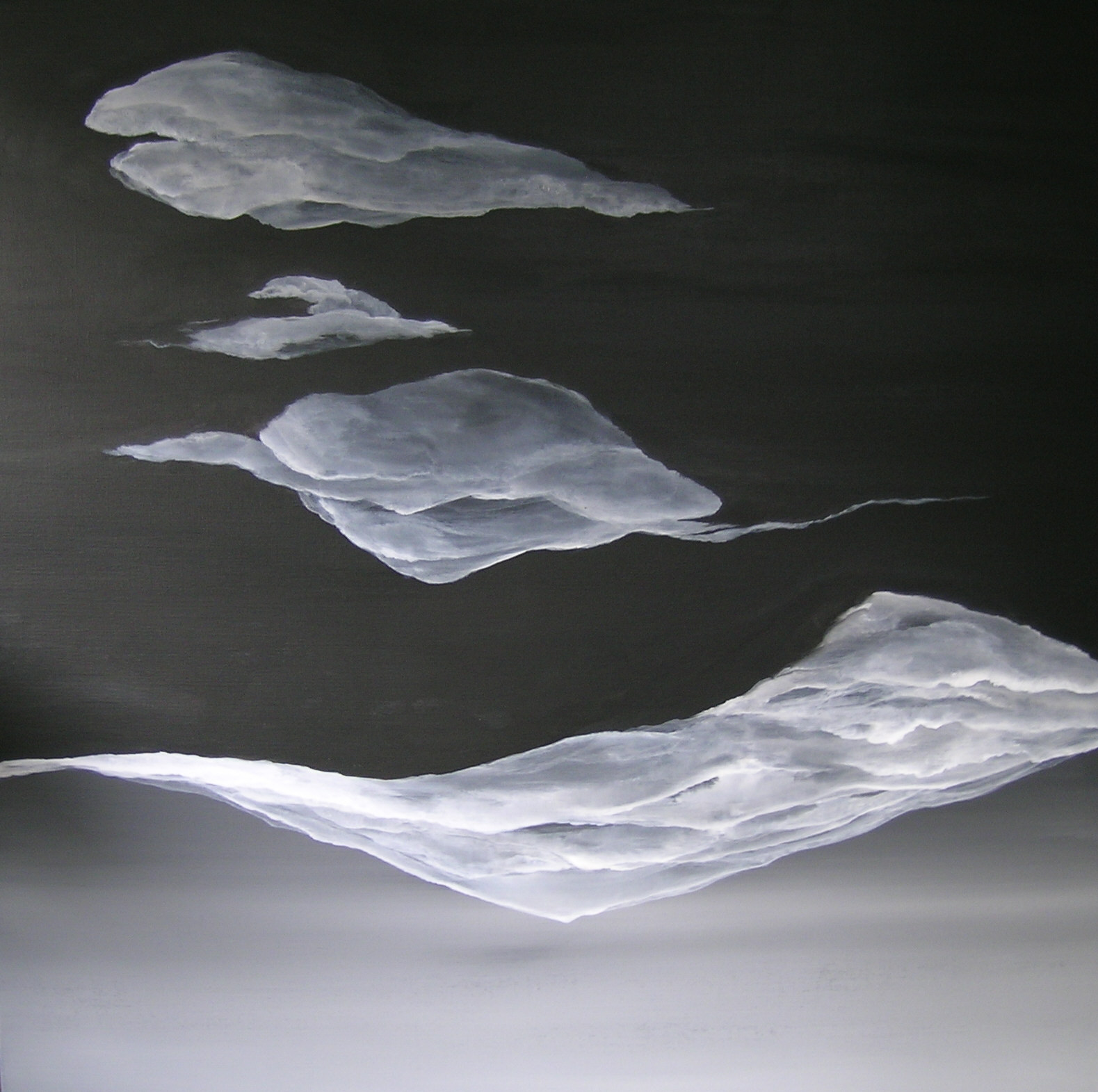
Acryl op linnen door Ingeborg ten Hoopen

Ten Hoopen studeerde rond 1975 aan de academie voor beeldende kunst Artibus te Utrecht. Tussen 1983 en 1990 woonde en werkte zij in Zuid-Frankrijk. In de jaren negentig had zij samen met anderen een atelier in Antwerpen en studeerde filosofie. Haar werk wordt regelmatig tentoongesteld in Nederlandse musea. Werken van haar bevinden zich in meerdere kunstcollecties in binnen- en buitenland. Een in opdracht door haar vervaardigd werk is aangeboden aan Barack Obama.
Sinds 1999 werkt ze veel met thema's die het menselijke lot betreffen, zoals 'vergankelijkheid'. De schilderijenseries Gedachtestromen, Geheugens, The Source en de tekeningenserie It's just a shell, de werken op papier Observations en de serie This will still be here after you're gone zijn hier voorbeelden van.
Ten Hoopen werkte onder meer te Nunspeet, waar ooit ophef ontstond over een naaktschilderij van haar hand in het gemeentehuis. Vóór het gemeentehuis, op de markt, staat nu haar beeld Eibertje uit 2003, een traditionele vrouw, die echter niet met een mandje eieren, maar met een winkelwagentje is afgebeeld, wat evenmin bij iedereen in goede aarde viel. Ten Hoopen woont in de Achterhoek en bracht in 2011 de gedichtenbundel Stom Gedicht uit onder het pseudoniem Elisa Breimer.
Eind 2021 verscheen haar werk Alleen maar een blokje om bij uitgeverij Van Warven, een verzameling van brieven en tekeningen.